# جورج أغسطس كينغ
جورج أغسطس كينغ (بالإنجليزية: George Augustus King)‏ هو فلاح نيوزيلندي، ولد في 3 مارس 1885 في كرايستشرش في نيوزيلندا، وتوفي في 12 أكتوبر 1917.